# 山本尚子
山本 尚子（やまもと なおこ、1960年10月14日 - ）は、日本の医師、医学者。学位は医学博士（岡山大学・1991年）。国際医療福祉大学大学院 国際保健・感染症学分野 教授（分野責任者）、同大国際医療協力センター長（併任）。専門は国際保健学など。
厚生労働省大臣官房総括審議官や、WHO（世界保健機関）事務局長補などを歴任。WHO事務局長補時には新型コロナウイルス感染症対策に尽力した。

## 人物・経歴
岡山県岡山市出身。北海道小樽潮陵高等学校を経て、1985年札幌医科大学医学部卒業、横浜市衛生局医官。環境庁大気保全局自動車公害課を経て、1991年岡山大学大学院医学研究科博士課程修了、医学博士。同年ジョンズ・ホプキンズ大学公衆衛生大学院に留学。同大公衆衛生学修士（MPH）の学位を取得。
1992年厚生省保健医療局エイズ結核感染症課課長補佐。1995年佐世保市保健環境部長。1998年厚生省保健医療局臓器移植対策室長補佐。2000年浦安市助役。2004年外務省国際連合日本政府代表部参事官（経済開発分野および保健・衛生・環境分野担当）。
2007年千葉県医療福祉部理事。2009年防衛省人事教育局衛生官。2011年厚生労働省健康局疾病対策課長。2014年厚生労働省北海道厚生局長。2016年厚生労働省大臣官房審議官（国際保健・医療展開担当）。2017年厚生労働省大臣官房総括審議官（国際担当）。同年厚生労働省大臣官房総括審議官（国際保健担当）。
同年WHO（世界保健機関）事務局長補（ユニバーサル・ヘルス・カバレッジ及びヘルス・システム・クラスター担当）。2021年WHO事務局長補 退官。2022年国際医療福祉大学大学院医学研究科 医療福祉経営専攻・医療福祉国際協力学分野 特任教授。2023年国際医療福祉大学大学院医学研究科 公衆衛生学専攻 国際保健・感染症学分野 教授（分野責任者）、同大国際医療協力センター長（併任）、日本WHO協会理事。2025年日本国際交流センター理事。